# Tour de Pologne 2011
Le Tour de Pologne 2011 est la 68e édition du Tour de Pologne. Il a eu lieu du 31 juillet au 6 août 2011 entre Pruszków (Varsovie) et Cracovie. Il s'agit de la 19e épreuve de l'UCI World Tour 2011.
Le Tour est remporté par le Slovaque Peter Sagan, de l'équipe Liquigas-Cannondale, devant le tenant du titre l'Irlandais Daniel Martin (Garmin-Cervélo) et l'Italien Marco Marcato (Vacansoleil-DCM). Le Slovaque de 21 ans s'adjuge grâce à ses deux succès d'étapes le classement par points, tandis que le Polonais Michał Gołaś (Vacansoleil-DCM) remporte le classement de la montagne. Le Polonais Adrian Kurek remporte le classement des sprints et l'équipe néerlandaise Vacansoleil-DCM le classement de la meilleure équipe.

## Présentation

### Équipes participantes
Vingt-deux équipes participent au Tour de Pologne 2011 : les 18 équipes ProTeam, dont la participation est obligatoire du fait de l'inscription du Tour de Pologne au calendrier de l'UCI World Tour, trois équipes continentales professionnelles (Skil-Shimano, De Rosa-Ceramica Flaminia, CCC Polsat-Polkowice), et une équipe nationale de Pologne, que le Tour de Pologne peut inviter car il fait partie des « épreuves jugées d'importance stratégique pour le cyclisme ».
| N.      | Code | Équipe              |
| ------- | ---- | ------------------- |
| 1-8     | GRM  | Garmin-Cervélo      |
| 11-18   | LIQ  | Liquigas-Cannondale |
| 21-28   | LAM  | Lampre-ISD          |
| 31-38   | QST  | Quick Step          |
| 41-48   | KAT  | Team Katusha        |
| 51-58   | SBS  | Saxo Bank-SunGard   |
| 61-68   | THR  | Team HTC-Highroad   |
| 71-77   | LEO  | Team Leopard-Trek   |
| 81-88   | BMC  | BMC Racing          |
| 91-98   | SKY  | Team Sky            |
| 101-108 | AST  | Astana              |

| N.      | Code | Équipe                      |
| ------- | ---- | --------------------------- |
| 111-118 | OLO  | Omega Pharma-Lotto          |
| 121-126 | RAB  | Rabobank                    |
| 131-138 | RSH  | Team RadioShack             |
| 141-148 | EUS  | Euskaltel-Euskadi           |
| 151-158 | MOV  | Movistar                    |
| 161-168 | VCD  | Vacansoleil-DCM             |
| 171-177 | ALM  | AG2R La Mondiale            |
| 181-188 | SKS  | Skil-Shimano                |
| 191-198 | DER  | De Rosa-Ceramica Flaminia   |
| 201-208 | CCC  | CCC Polsat-Polkowice        |
| 211-218 | POL  | Équipe nationale de Pologne |

### Favoris
Les principaux favoris sont les Italiens Vincenzo Nibali (Liquigas-Cannondale), Michele Scarponi (Lampre-ISD), Danilo Di Luca (Team Katusha) et Matteo Carrara (Vacansoleil-DCM), le tenant du titre l'Irlandais Daniel Martin (Garmin-Cervélo), ainsi que son équipier le Français Christophe Le Mével.
Également présents le Slovaque Peter Sagan (Liquigas-Cannondale), le Polonais Przemysław Niemiec (Lampre-ISD), le Belge Kevin Seeldraeyers (Quick Step), le Suisse Michael Albasini (Team HTC-Highroad), les Suédois Thomas Lövkvist (Team Sky) et Fredrik Kessiakoff (Astana), l'Allemand Paul Martens (Rabobank) et le Portugais Tiago Machado (Team RadioShack).

## Étapes
| Étape | Date       | Départ         | Arrivée             | Distance | Relief | Relief    | Vainqueur     | Leader        |
| ----- | ---------- | -------------- | ------------------- | -------- | ------ | --------- | ------------- | ------------- |
| 1     | 31 juillet | Pruszków       | Varsovie            | 101,5    |        | Plat      | Marcel Kittel | Marcel Kittel |
| 2     | 1er août   | Częstochowa    | Dąbrowa Górnicza    | 162      |        | Plat      | Marcel Kittel | Marcel Kittel |
| 3     | 2 août     | Będzin         | Katowice            | 135,7    |        | Plat      | Marcel Kittel | Marcel Kittel |
| 4     | 3 août     | Oświęcim       | Cieszyn             | 176,9    |        | Accidenté | Peter Sagan   | Peter Sagan   |
| 5     | 4 août     | Zakopane       | Zakopane            | 201,5    |        | Accidenté | Peter Sagan   | Peter Sagan   |
| 6     | 5 août     | Terma Bukovina | Bukowina Tatrzańska | 207,7    |        | Accidenté | Daniel Martin | Daniel Martin |
| 7     | 6 août     | Cracovie       | Cracovie            | 128,0    |        | Plat      | Marcel Kittel | Peter Sagan   |

## Récit de la course

### 1reétape
31 juillet 2011 – Pruszków - Varsovie, 101,5 km
|    | Coureur            | Pays        | Équipe                    |    | Temps          |
| -- | ------------------ | ----------- | ------------------------- | -- | -------------- |
| 1  | Marcel Kittel      | Allemagne   | Skil-Shimano              | en | 2 h 7 min 26 s |
| 2  | Alexander Kristoff | Norvège     | BMC Racing                |    | m.t.           |
| 3  | Francesco Chicchi  | Italie      | Quick Step                |    | m.t.           |
| 4  | Heinrich Haussler  | Australie   | Garmin-Cervélo            |    | m.t.           |
| 5  | Michele Merlo      | Italie      | De Rosa-Ceramica Flaminia |    | m.t.           |
| 6  | Giacomo Nizzolo    | Italie      | Team Leopard-Trek         |    | m.t.           |
| 7  | Romain Feillu      | France      | Vacansoleil-DCM           |    | m.t.           |
| 8  | Luca Paolini       | Italie      | Team Katusha              |    | m.t.           |
| 9  | Juan José Haedo    | Argentine   | Saxo Bank-SunGard         |    | m.t.           |
| 10 | Adam Blythe        | Royaume-Uni | Omega Pharma-Lotto        |    | m.t.           |

|    | Coureur            | Pays      | Équipe                      |    | Temps          |
| -- | ------------------ | --------- | --------------------------- | -- | -------------- |
| 1  | Marcel Kittel      | Allemagne | Skil-Shimano                | en | 2 h 7 min 16 s |
| 2  | Alexander Kristoff | Norvège   | BMC Racing                  | +  | 4 s            |
| 3  | Adrian Kurek       | Pologne   | Équipe nationale de Pologne |    | 5 s            |
| 4  | Francesco Chicchi  | Italie    | Quick Step                  |    | 6 s            |
| 5  | Fabio Piscopiello  | Italie    | De Rosa-Ceramica Flaminia   |    | 6 s            |
| 6  | Pierre Cazaux      | France    | Euskaltel-Euskadi           |    | 8 s            |
| 7  | Carlos Oyarzún     | Chili     | Movistar                    |    | 9 s            |
| 8  | Heinrich Haussler  | Australie | Garmin-Cervélo              |    | 10 s           |
| 9  | Michele Merlo      | Italie    | De Rosa-Ceramica Flaminia   |    | 10 s           |
| 10 | Giacomo Nizzolo    | Italie    | Team Leopard-Trek           |    | 10 s           |

### 2eétape
1er août 2011 – Częstochowa - Dąbrowa Górnicza, 162 km
|    | Coureur           | Pays        | Équipe              |    | Temps           |
| -- | ----------------- | ----------- | ------------------- | -- | --------------- |
| 1  | Marcel Kittel     | Allemagne   | Skil-Shimano        | en | 3 h 38 min 35 s |
| 2  | Heinrich Haussler | Australie   | Garmin-Cervélo      |    | m.t.            |
| 3  | Graeme Brown      | Australie   | Rabobank            |    | m.t.            |
| 4  | Romain Feillu     | France      | Vacansoleil-DCM     |    | m.t.            |
| 5  | John Degenkolb    | Allemagne   | Team HTC-Highroad   |    | m.t.            |
| 6  | Peter Sagan       | Slovaquie   | Liquigas-Cannondale |    | m.t.            |
| 7  | Juan José Haedo   | Argentine   | Saxo Bank-SunGard   |    | m.t.            |
| 8  | Leigh Howard      | Australie   | Team HTC-Highroad   |    | m.t.            |
| 9  | Adam Blythe       | Royaume-Uni | Omega Pharma-Lotto  |    | m.t.            |
| 10 | Francesco Chicchi | Italie      | Quick Step          |    | m.t.            |

|    | Coureur             | Pays      | Équipe                      |    | Temps           |
| -- | ------------------- | --------- | --------------------------- | -- | --------------- |
| 1  | Marcel Kittel       | Allemagne | Skil-Shimano                | en | 5 h 45 min 41 s |
| 2  | Adrian Kurek        | Pologne   | Équipe nationale de Pologne | +  | 7 s             |
| 3  | Heinrich Haussler   | Australie | Garmin-Cervélo              |    | 14 s            |
| 4  | Alexander Kristoff  | Norvège   | BMC Racing                  |    | 14 s            |
| 5  | Bartłomiej Matysiak | Pologne   | CCC Polsat-Polkowice        |    | 15 s            |
| 6  | Pierre Cazaux       | France    | Euskaltel-Euskadi           |    | 15 s            |
| 7  | Francesco Chicchi   | Italie    | Quick Step                  |    | 16 s            |
| 8  | Graeme Brown        | Australie | Rabobank                    |    | 16 s            |
| 9  | Fabio Piscopiello   | Italie    | De Rosa-Ceramica Flaminia   |    | 16 s            |
| 10 | Paolo Bailetti      | Italie    | De Rosa-Ceramica Flaminia   |    | 18 s            |

### 3eétape
2 août 2011 – Będzin - Katowice, 135,7 km
|    | Coureur              | Pays        | Équipe             |    | Temps          |
| -- | -------------------- | ----------- | ------------------ | -- | -------------- |
| 1  | Marcel Kittel        | Allemagne   | Skil-Shimano       | en | 3 h 9 min 29 s |
| 2  | Romain Feillu        | France      | Vacansoleil-DCM    |    | m.t.           |
| 3  | Jonas Aaen Jørgensen | Danemark    | Saxo Bank-SunGard  |    | m.t.           |
| 4  | Giacomo Nizzolo      | Italie      | Team Leopard-Trek  |    | m.t.           |
| 5  | Adam Blythe          | Royaume-Uni | Omega Pharma-Lotto |    | m.t.           |
| 6  | Alexander Kristoff   | Norvège     | BMC Racing         |    | m.t.           |
| 7  | Tom Boonen           | Belgique    | Quick Step         |    | m.t.           |
| 8  | Marco Marcato        | Italie      | Vacansoleil-DCM    |    | m.t.           |
| 9  | John Degenkolb       | Allemagne   | Team HTC-Highroad  |    | m.t.           |
| 10 | Michael Matthews     | Australie   | Rabobank           |    | m.t.           |

|    | Coureur              | Pays      | Équipe                      |    | Temps          |
| -- | -------------------- | --------- | --------------------------- | -- | -------------- |
| 1  | Marcel Kittel        | Allemagne | Skil-Shimano                | en | 8 h 55 min 0 s |
| 2  | Adrian Kurek         | Pologne   | Équipe nationale de Pologne | +  | 17 s           |
| 3  | Gianluca Maggiore    | Italie    | De Rosa-Ceramica Flaminia   |    | 22 s           |
| 4  | Romain Feillu        | France    | Vacansoleil-DCM             |    | 24 s           |
| 5  | Heinrich Haussler    | Australie | Garmin-Cervélo              |    | 24 s           |
| 6  | Alexander Kristoff   | Norvège   | BMC Racing                  |    | 24 s           |
| 7  | Bartłomiej Matysiak  | Pologne   | CCC Polsat-Polkowice        |    | 25 s           |
| 8  | Francesco Chicchi    | Italie    | Quick Step                  |    | 26 s           |
| 9  | Jonas Aaen Jørgensen | Danemark  | Saxo Bank-SunGard           |    | 26 s           |
| 10 | Fabio Piscopiello    | Italie    | De Rosa-Ceramica Flaminia   |    | 26 s           |

### 4eétape
3 août 2011 – Oświęcim - Cieszyn, 176,9 km
|    | Coureur                | Pays        | Équipe              |    | Temps           |
| -- | ---------------------- | ----------- | ------------------- | -- | --------------- |
| 1  | Peter Sagan            | Slovaquie   | Liquigas-Cannondale | en | 4 h 21 min 15 s |
| 2  | Daniel Martin          | Irlande     | Garmin-Cervélo      | +  | 3 s             |
| 3  | Marco Marcato          | Italie      | Vacansoleil-DCM     |    | 3 s             |
| 4  | Paul Martens           | Allemagne   | Rabobank            |    | 3 s             |
| 5  | Fabian Wegmann         | Allemagne   | Team Leopard-Trek   |    | 3 s             |
| 6  | Manuel António Cardoso | Portugal    | Team RadioShack     |    | 3 s             |
| 7  | Jan Bakelants          | Belgique    | Omega Pharma-Lotto  |    | 3 s             |
| 8  | Enrico Gasparotto      | Italie      | Astana              |    | 3 s             |
| 9  | Romain Feillu          | France      | Vacansoleil-DCM     |    | 3 s             |
| 10 | Sergueï Lagoutine      | Ouzbékistan | Vacansoleil-DCM     |    | 3 s             |

|    | Coureur                | Pays        | Équipe               |    | Temps            |
| -- | ---------------------- | ----------- | -------------------- | -- | ---------------- |
| 1  | Peter Sagan            | Slovaquie   | Liquigas-Cannondale  | en | 13 h 16 min 35 s |
| 2  | Marco Marcato          | Italie      | Vacansoleil-DCM      |    | 5 s              |
| 3  | Romain Feillu          | France      | Vacansoleil-DCM      |    | 7 s              |
| 4  | Daniel Martin          | Irlande     | Garmin-Cervélo       |    | 7 s              |
| 5  | Manuel António Cardoso | Portugal    | Team RadioShack      |    | 13 s             |
| 6  | Tomasz Marczyński      | Pologne     | CCC Polsat-Polkowice |    | 13 s             |
| 7  | Jan Bakelants          | Belgique    | Omega Pharma-Lotto   |    | 13 s             |
| 8  | Fabian Wegmann         | Allemagne   | Team Leopard-Trek    |    | 13 s             |
| 9  | Luca Paolini           | Italie      | Team Katusha         |    | 13 s             |
| 10 | Sergueï Lagoutine      | Ouzbékistan | Vacansoleil-DCM      |    | 13 s             |

### 5eétape
4 août 2011 – Zakopane - Zakopane, 201,5 km
|    | Coureur           | Pays        | Équipe              |    | Temps           |
| -- | ----------------- | ----------- | ------------------- | -- | --------------- |
| 1  | Peter Sagan       | Slovaquie   | Liquigas-Cannondale | en | 4 h 52 min 26 s |
| 2  | Michael Matthews  | Australie   | Rabobank            |    | m.t.            |
| 3  | Heinrich Haussler | Australie   | Garmin-Cervélo      |    | m.t.            |
| 4  | Marco Marcato     | Italie      | Vacansoleil-DCM     |    | m.t.            |
| 5  | Peter Kennaugh    | Royaume-Uni | Team Sky            |    | m.t.            |
| 6  | Romain Feillu     | France      | Vacansoleil-DCM     |    | m.t.            |
| 7  | David Tanner      | Australie   | Saxo Bank-SunGard   |    | m.t.            |
| 8  | John Degenkolb    | Allemagne   | Team HTC-Highroad   |    | m.t.            |
| 9  | Luca Paolini      | Italie      | Team Katusha        |    | m.t.            |
| 10 | Rinaldo Nocentini | Italie      | AG2R La Mondiale    | +  | 3 s             |

|    | Coureur           | Pays        | Équipe               |    | Temps           |
| -- | ----------------- | ----------- | -------------------- | -- | --------------- |
| 1  | Peter Sagan       | Slovaquie   | Liquigas-Cannondale  | en | 18 h 8 min 51 s |
| 2  | Marco Marcato     | Italie      | Vacansoleil-DCM      | +  | 15 s            |
| 3  | Romain Feillu     | France      | Vacansoleil-DCM      |    | 17 s            |
| 4  | Daniel Martin     | Irlande     | Garmin-Cervélo       |    | 20 s            |
| 5  | Luca Paolini      | Italie      | Team Katusha         |    | 23 s            |
| 6  | Peter Kennaugh    | Royaume-Uni | Team Sky             |    | 23 s            |
| 7  | Tomasz Marczyński | Pologne     | CCC Polsat-Polkowice |    | 26 s            |
| 8  | Jan Bakelants     | Belgique    | Omega Pharma-Lotto   |    | 26 s            |
| 9  | Fabian Wegmann    | Allemagne   | Team Leopard-Trek    |    | 26 s            |
| 10 | Sergueï Lagoutine | Ouzbékistan | Vacansoleil-DCM      |    | 26 s            |

### 6eétape
5 août 2011 – Terma Bukovina - Bukowina Tatrzańska, 207,7 km
|    | Coureur            | Pays        | Équipe                      |    | Temps          |
| -- | ------------------ | ----------- | --------------------------- | -- | -------------- |
| 1  | Daniel Martin      | Irlande     | Garmin-Cervélo              | en | 5 h 41 min 5 s |
| 2  | Wout Poels         | Pays-Bas    | Vacansoleil-DCM             | +  | 1 s            |
| 3  | Marco Marcato      | Italie      | Vacansoleil-DCM             |    | 4 s            |
| 4  | Przemysław Niemiec | Pologne     | Lampre-ISD                  |    | 4 s            |
| 5  | Tiago Machado      | Portugal    | Team RadioShack             |    | 6 s            |
| 6  | Fredrik Kessiakoff | Suède       | Astana                      |    | 6 s            |
| 7  | Peter Kennaugh     | Royaume-Uni | Team Sky                    |    | 6 s            |
| 8  | Paweł Cieślik      | Pologne     | Équipe nationale de Pologne |    | 6 s            |
| 9  | Giampaolo Caruso   | Italie      | Team Katusha                |    | 6 s            |
| 10 | Christophe Riblon  | France      | AG2R La Mondiale            |    | 6 s            |

|    | Coureur           | Pays        | Équipe                      |    | Temps           |
| -- | ----------------- | ----------- | --------------------------- | -- | --------------- |
| 1  | Daniel Martin     | Irlande     | Garmin-Cervélo              | en | 23 h 50 min 6 s |
| 2  | Peter Sagan       | Slovaquie   | Liquigas-Cannondale         | +  | 3 s             |
| 3  | Marco Marcato     | Italie      | Vacansoleil-DCM             |    | 3 s             |
| 4  | Wout Poels        | Pays-Bas    | Vacansoleil-DCM             |    | 17 s            |
| 5  | Peter Kennaugh    | Royaume-Uni | Team Sky                    |    | 19 s            |
| 6  | Rinaldo Nocentini | Italie      | AG2R La Mondiale            |    | 22 s            |
| 7  | Bartosz Huzarski  | Pologne     | Équipe nationale de Pologne |    | 22 s            |
| 8  | Christophe Riblon | France      | AG2R La Mondiale            |    | 22 s            |
| 9  | Steve Cummings    | Royaume-Uni | Team Sky                    |    | 22 s            |
| 10 | Marek Rutkiewicz  | Pologne     | CCC Polsat-Polkowice        |    | 26 s            |

### 7eétape
6 août 2011 – Cracovie - Cracovie, 128 km
|    | Coureur               | Pays        | Équipe              |    | Temps          |
| -- | --------------------- | ----------- | ------------------- | -- | -------------- |
| 1  | Marcel Kittel         | Allemagne   | Skil-Shimano        | en | 2 h 50 min 0 s |
| 2  | Peter Sagan           | Slovaquie   | Liquigas-Cannondale |    | m.t.           |
| 3  | Leigh Howard          | Australie   | Team HTC-Highroad   |    | m.t.           |
| 4  | Heinrich Haussler     | Australie   | Garmin-Cervélo      |    | m.t.           |
| 5  | Marco Marcato         | Italie      | Vacansoleil-DCM     |    | m.t.           |
| 6  | Lucas Sebastián Haedo | Argentine   | Saxo Bank-SunGard   |    | m.t.           |
| 7  | Nikolai Trussov       | Russie      | Team Katusha        |    | m.t.           |
| 8  | Ian Stannard          | Royaume-Uni | Team Sky            |    | m.t.           |
| 9  | Jan Bakelants         | Belgique    | Omega Pharma-Lotto  |    | m.t.           |
| 10 | Sergueï Lagoutine     | Ouzbékistan | Vacansoleil-DCM     |    | m.t.           |

|    | Coureur           | Pays        | Équipe                      |    | Temps           |
| -- | ----------------- | ----------- | --------------------------- | -- | --------------- |
| 1  | Peter Sagan       | Slovaquie   | Liquigas-Cannondale         | en | 26 h 40 min 1 s |
| 2  | Daniel Martin     | Irlande     | Garmin-Cervélo              | +  | 6 s             |
| 3  | Marco Marcato     | Italie      | Vacansoleil-DCM             |    | 7 s             |
| 4  | Wout Poels        | Pays-Bas    | Vacansoleil-DCM             |    | 23 s            |
| 5  | Peter Kennaugh    | Royaume-Uni | Team Sky                    |    | 25 s            |
| 6  | Rinaldo Nocentini | Italie      | AG2R La Mondiale            |    | 28 s            |
| 7  | Bartosz Huzarski  | Pologne     | Équipe nationale de Pologne |    | 28 s            |
| 8  | Christophe Riblon | France      | AG2R La Mondiale            |    | 28 s            |
| 9  | Steve Cummings    | Royaume-Uni | Team Sky                    |    | 28 s            |
| 10 | Marek Rutkiewicz  | Pologne     | CCC Polsat-Polkowice        |    | 32 s            |

## Classements finals

### Classement général
|    | Cycliste          | Pays        | Équipe                      |    | Temps           |
| -- | ----------------- | ----------- | --------------------------- | -- | --------------- |
| 1  | Peter Sagan       | Slovaquie   | Liquigas-Cannondale         | en | 26 h 40 min 1 s |
| 2  | Daniel Martin     | Irlande     | Garmin-Cervélo              | +  | 6 s             |
| 3  | Marco Marcato     | Italie      | Vacansoleil-DCM             |    | 8 s             |
| 4  | Wout Poels        | Pays-Bas    | Vacansoleil-DCM             |    | 23 s            |
| 5  | Peter Kennaugh    | Royaume-Uni | Team Sky                    |    | 25 s            |
| 6  | Rinaldo Nocentini | Italie      | AG2R La Mondiale            |    | 28 s            |
| 7  | Bartosz Huzarski  | Pologne     | Équipe nationale de Pologne |    | 28 s            |
| 8  | Christophe Riblon | France      | AG2R La Mondiale            |    | 28 s            |
| 9  | Steve Cummings    | Royaume-Uni | Team Sky                    |    | 28 s            |
| 10 | Marek Rutkiewicz  | Pologne     | CCC Polsat-Polkowice        |    | 32 s            |

|   | Cycliste          | Pays      | Équipe              | Points |
| - | ----------------- | --------- | ------------------- | ------ |
| 1 | Peter Sagan       | Slovaquie | Liquigas-Cannondale | 99     |
| 2 | Marco Marcato     | Italie    | Vacansoleil-DCM     | 90     |
| 3 | Marcel Kittel     | Allemagne | Skil-Shimano        | 80     |
| 4 | Romain Feillu     | France    | Vacansoleil-DCM     | 77     |
| 5 | Heinrich Haussler | Australie | Garmin-Cervélo      | 75     |

|   | Cycliste            | Pays    | Équipe                      | Points |
| - | ------------------- | ------- | --------------------------- | ------ |
| 1 | Adrian Kurek        | Pologne | Équipe nationale de Pologne | 13     |
| 2 | Gianluca Maggiore   | Italie  | De Rosa-Ceramica Flaminia   | 10     |
| 3 | Marco Marcato       | Italie  | Vacansoleil-DCM             | 9      |
| 4 | Arkimedes Arguelyes | Russie  | Team Katusha                | 6      |
| 5 | Bartłomiej Matysiak | Pologne | CCC Polsat-Polkowice        | 5      |

|   | Cycliste                         | Pays    | Équipe                    | Points |
| - | -------------------------------- | ------- | ------------------------- | ------ |
| 1 | Michał Gołaś                     | Pologne | Vacansoleil-DCM           | 67     |
| 2 | Francisco Javier Vila Errandonea | Espagne | De Rosa-Ceramica Flaminia | 47     |
| 3 | Ruslan Pidgornyy                 | Ukraine | Team Katusha              | 45     |
| 4 | Jacek Morajko                    | Pologne | CCC Polsat-Polkowice      | 36     |
| 5 | Bartłomiej Matysiak              | Pologne | CCC Polsat-Polkowice      | 33     |

|   | Équipe               | Pays        |    | Temps           |
| - | -------------------- | ----------- | -- | --------------- |
| 1 | Vacansoleil-DCM      | Pays-Bas    | en | 80 h 1 min 23 s |
| 2 | Team Sky             | Royaume-Uni | +  | 12 s            |
| 3 | AG2R La Mondiale     | France      |    | 2 min 31 s      |
| 4 | CCC Polsat-Polkowice | Pologne     |    | 4 min 34 s      |
| 5 | Team Leopard-Trek    | Luxembourg  |    | 4 min 44 s      |

### UCI World Tour
Ce Tour de Pologne 2011 attribue des points pour l'UCI World Tour 2011, seulement aux coureurs des équipes ayant un label ProTeam.
| Position           | 1er | 2e | 3e | 4e | 5e | 6e | 7e | 8e | 9e | 10e |
| Classement général | 100 | 80 | 70 | 60 | 50 | 40 | 30 | 20 | 10 | 4   |
| Par étape          | 6   | 4  | 2  | 1  | 1  |    |    |    |    |     |

| #  | Coureur              | Équipe              | Points |
| -- | -------------------- | ------------------- | ------ |
| 1  | Peter Sagan          | Liquigas-Cannondale | 116    |
| 2  | Daniel Martin        | Garmin-Cervélo      | 90     |
| 3  | Marco Marcato        | Vacansoleil-DCM     | 76     |
| 4  | Wout Poels           | Vacansoleil-DCM     | 64     |
| 5  | Peter Kennaugh       | Team Sky            | 51     |
| 6  | Rinaldo Nocentini    | AG2R La Mondiale    | 40     |
| 7  | Christophe Riblon    | AG2R La Mondiale    | 20     |
| 8  | Steve Cummings       | Team Sky            | 10     |
| 9  | Heinrich Haussler    | Garmin-Cervélo      | 8      |
| 10 | Romain Feillu        | Vacansoleil-DCM     | 5      |
| 11 | Alexander Kristoff   | BMC Racing          | 4      |
| -  | Michael Matthews     | Rabobank            | 4      |
| 13 | Francesco Chicchi    | Quick Step          | 2      |
| -  | Graeme Brown         | Rabobank            | 2      |
| -  | Jonas Aaen Jørgensen | Saxo Bank-SunGard   | 2      |
| -  | Leigh Howard         | Team HTC-Highroad   | 2      |
| 17 | John Degenkolb       | Team HTC-Highroad   | 1      |
| -  | Giacomo Nizzolo      | Team Leopard-Trek   | 1      |
| -  | Adam Blythe          | Omega Pharma-Lotto  | 1      |
| -  | Paul Martens         | Rabobank            | 1      |
| -  | Fabian Wegmann       | Team Leopard-Trek   | 1      |
| -  | Przemysław Niemiec   | Lampre-ISD          | 1      |
| -  | Tiago Machado        | Team RadioShack     | 1      |

## Évolution des classements
| #                | Vainqueur        | Classement général | Classement par points | Classement des sprints intermédiaires | Classement de la montagne | Classement par équipes |
| ---------------- | ---------------- | ------------------ | --------------------- | ------------------------------------- | ------------------------- | ---------------------- |
| 1                | Marcel Kittel    | Marcel Kittel      | Marcel Kittel         | Adrian Kurek                          | Michał Gołaś              | Quick Step             |
| 2                | Marcel Kittel    | Marcel Kittel      | Marcel Kittel         | Adrian Kurek                          | Bartłomiej Matysiak       | Quick Step             |
| 3                | Marcel Kittel    | Marcel Kittel      | Marcel Kittel         | Adrian Kurek                          | Bartłomiej Matysiak       | Quick Step             |
| 4                | Peter Sagan      | Peter Sagan        | Romain Feillu         | Adrian Kurek                          | Bartłomiej Matysiak       | Vacansoleil-DCM        |
| 5                | Peter Sagan      | Peter Sagan        | Romain Feillu         | Adrian Kurek                          | Ruslan Pidgornyy          | Vacansoleil-DCM        |
| 6                | Daniel Martin    | Daniel Martin      | Peter Sagan           | Adrian Kurek                          | Michał Gołaś              | Vacansoleil-DCM        |
| 7                | Marcel Kittel    | Peter Sagan        | Peter Sagan           | Adrian Kurek                          | Michał Gołaś              | Vacansoleil-DCM        |
| Classement final | Classement final | Peter Sagan        | Peter Sagan           | Adrian Kurek                          | Michał Gołaś              | Vacansoleil-DCM        |

## En marge de la course

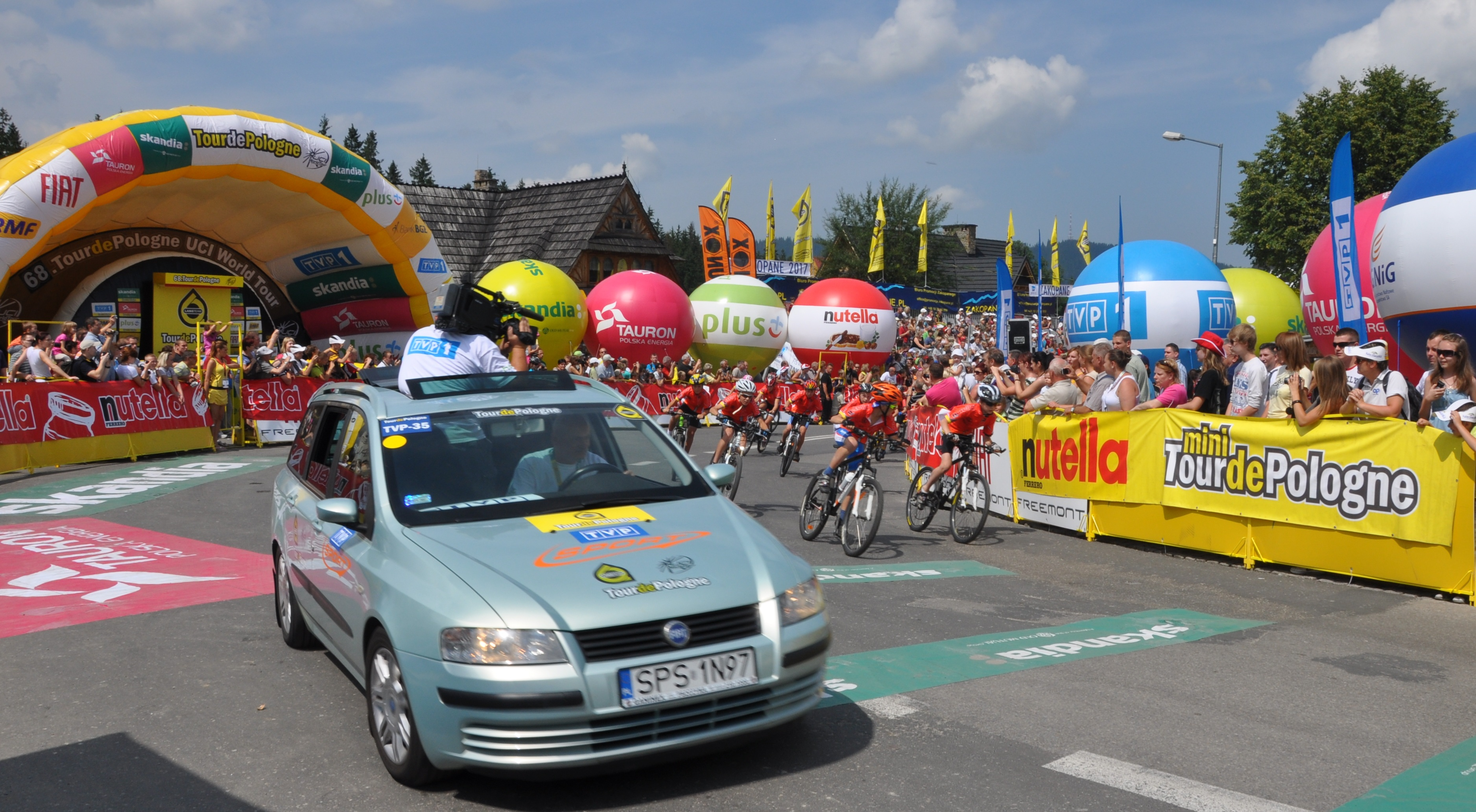
Départ du Mini Tour de Pologne, étape de Zakopane, en 2011.

Le mini Tour de Pologne pour les enfants (autant d'étapes que le Tour, sauf le 5 août) a été organisé entre 1,3 et 4 km, à Varsovie, Dąbrowa Górnicza, Katowice, Cieszyn, Zakopane et Cracovie.
Pour les amateurs, une étape de montagne de 56,6 km (circuit autour de Bukowina Tatrzańska), ouverte à un maximum de 1 500 participants a eu lieu le 5 août. Le vainqueur en a été Radosław Lonka. Des vétérans comme Tony Rominger, ainsi que des personnalités de la politique polonaise et du spectacle y ont également pris part.